# النظرية الظرفية للجمهور
النظرية الظرفية للجمهور هي نظرية اتصالية وهي إحدى نظريات العلاقات العامة، تقوم على فكرة تقسيم الجمهور إلى مجموعات صغيرة. ويتم هذا التقسيم من خلال طريقة الجمهور
المختلفة في جمع المعلومات حول موضوع معين وطريقة تعاملهم معه بناءً على ثلاثة متغيرات.

## المقدمة
تم تطوير النظرية الظرفية للجماهير لأول مرة في عام 1968 من قبل James E. Grunig الذي أمضى العقود الثلاثة التالية في اختبار النظرية في بيئات مهنية مختلفة وصقلها وتوسيعها في نهاية المطاف.
لمحة عن النظرية:
معتمدة من قبل علماء العلاقات العامة باعتبارها «النظرية العميقة» الأولى في العلاقات العامة.
توفر هذه النظرية نهجاً لتصنيف مختلف الجماهير من حيث الاستجابة للمشكلات، وخصائص السلوك التواصلي، واحتمال الانخراط في سلوكيات حل المشكلات.
تتمتع هذه النظرية أيضًا بالقدرة على شرح والتنبؤ بمن هم أكثر عرضة للمشاركة في السلوكيات التواصلية.
فيما يتعلق بالآثار العملية، يمكن للنظرية الظرفية أن توجه ممارسي العلاقات العامة لتحديد الجماهير المختلفة، وتقسيم الجماهير النشطة والواعية من عامة السكان، وتقييم فعالية حملات العلاقات العامة، واستثمار الموارد في التواصل مع الجمهور وفي تطوير علاقات جيدة مع الجماهير الاستراتيجية.
تفترض النظرية أن هناك متغيرات محددة تحدد اندماج الشخص في إحدى مجموعات الجماهير، هذه المتغيرات الثلاثة هي التعرف على المشكلة، والتعرف على القيد، ومستوى المشاركة وذلك من خلال فهم ارتباط الشخص بكل متغير.
وتتنبأ هذه المتغيرات الثلاثة بالمتغيرين المتصلين البحث عن المعلومات ومعالجة المعلومات.

## وصف النظرية
التصورات الظرفية (المدخلات):
تحتوي على ثلاثة عناصر رئيسية، وهي التعرف على المشكلة، ومستوى المشاركة، والاعتراف بالقيود.
أولا: التعرف على المشكلة
تصور المرء أن هناك شيئًا مفقودًا ولا يوجد حل قابل للتطبيق على الفور.
سيتوقف الأفراد عن التفكير في الحلول إذا أدركوا أنه ينبغي عليهم القيام بشيء ما بشأن المواقف.
يتصور الفرد مفهوم المشكلة من خلال دمج جانبين من المشكلة في وقت واحد وهما الإدراك الحسي والإدراك المعرفي.
المشكلة الإدراكية هي الجزء المبكر والضروري من الموقف الإشكالي الذي يتضمن بشكل رئيسي مرحلة الانتباه.
وفي المقابل، المشكلة المعرفية هي الجزء الأخير من الموقف الإشكالي وهي تتعلق في المقام الأول بمرحلة الحكم لما يجب القيام به حيال التناقض النفسي المدرك.
تتعلق المرحلة التحكيمية بتقييم المفهوم لما سّببها، وكيف يمكن حلها، وإلى أي مدى يكون المرء مؤهلاً في حل المشكلات من هذا النوع.
وقد وثقت بعض الدراسات التجريبية الدور المثير للجدل للاعتراف بالمشكلة في سلوكيات التواصل.
على سبيل المثال، قام أحد الباحثين بالتحقيق في المواقف العامة حول المشاكل البيئية من خلال استقصاء 1002 من الجمهور ووجد أن الجمهور الذي أدرك المشاكل البيئية كان من المرجح أن يشاهدوا الأخبار التلفزيونية حول التلوث، حتى لو كانوا بالكاد ينظرون إلى أنفسهم على أنهم مرتبطون بالقضايا البيئية.
في المقابل، وجد باحث أخر أن التعرف على المشكلات قد لا يؤدي إلى استخدام نشط للوسائط، والذي يتأثر بمتغيرات أخرى.
ثانيا: مستوى المشاركة
المشاركة هي مفهوم مهم في مختلف التخصصات، بما في ذلك العلاقات العامة والتواصل المقنع.
تختلف تعاريف ومقاييس المشاركة في أدبيات الاتصال حيث يمكن تعريف المشاركة بأنها درجة الأهمية المدركة أو الاهتمام الناتج عن منتج أو سلوك.
وفي النظرية الظرفية للجمهور، يُعرَّف مستوى المشاركة على أنه «مدى ارتباط الناس بموقف ما»
ووفقًا للنظرية الظرفية للجمهور، إذا كان الأفراد يرون أنهم مرتبطون بموقف ما، فمن المرجح أن يشاركوا في سلوكيات التواصل.
وعندما يدرك الأفراد أن لديهم صلة وثيقة مع الموقف الإشكالي، فإنهم يميلون إلى إظهار سلوكيات التواصل النشط بما في ذلك حضور وفهم الرسائل.
لقد اختبر الباحثون السابقون النظرية الظرفية للجمهور من خلال فحص المشاركة في سياقات مختلفة. وجد أحد الباحثين بشكل تجريبي أن الصلة الشخصية للأفراد برسالة عن الوقاية من أمراض القلب كان لها تأثير على مواقفهم وسلوكياتهم المقصودة.
الأفراد ذوو المشاركة العالية يحللون القضايا بشكل متكرر ويفضلون الرسائل ذات الحجج الأفضل، والحصول على مستويات أعلى من المعرفة.
يميل الأشخاص ذوو المشاركة العالية إلى البحث بنشاط عن المعلومات، بينما قد يعالج الأشخاص ذوو المشاركة المنخفضة المعلومات بشكل سلبي.
تمتد هذه الدراسة إلى الأدبيات السابقة في سياق العلاقات بين الموظف والمنظمة التي من المرجح أن يسعى الموظفون الذين يربطون أنفسهم بمشكلة تنظيمية إلى المعالجة ويشاركون المعلومات حول هذه المشكلة على وسائل التواصل الاجتماعي.
ثالثا: قيود المشاركة
هو المتغير الثالث المستقل في النظرية الظرفية للجمهور؛ يرتبط هذا المتغير سلبًا بسلوكيات الاتصال.
تُعرَّف قيود المشاركة بأنه المدى الذي يدرك فيه الأشخاص أن هناك عقبات في موقف ما تحد من قدرتهم على فعل أي شيء حيال هذا الموقف.
ويعرف أيضا على أنه «مدى إدراك الأفراد للعوامل التي تحول دون قدرتهم على التحرك أو تغيير السلوك».
يمكن أن تستمد القيود المتصورة من المصادر النفسية والجسدية مثل انخفاض الكفاءة الذاتية.
ويميل الأفراد إلى عدم التواصل بشأن المشكلات أو القضايا التي يعتقدون أنهم غير قادرين على معالجتها.
يمكن تقييد سلوك تواصل الأفراد إذا كان لديهم مستوى عالٍ من القيود.
قدم علماء العلاقات العامة بعض الأدلة التجريبية على قيود المشاركة حيث قاموا بفحص السلوكيات التواصلية لكبار ملاك الأراضي والمزارعين في كولومبيا ووجد أنهم لا يحتاجون إلى التواصل في المواقف التي لا يُشجّعون فيها على اتخاذ القرارات.
وجدت دراسة أخرى عن حملة قيادة السيارة تحت تأثير الكحول أنه يجب أن توضح الحملة للأفراد كيفية إزالة القيود المفروضة على أفعالهم الشخصية حول المشكلة من أجل تسهيل إدراكهم المنظم ولتغيير سلوكهم المحتمل.
باختصار، لقد وثقت الدراسات السابقة التأثير السلبي للاعتراف بالقيود على سلوكيات الاتصال.
معيار المرجع
تضمنت النظرية الظرفية الأصلية للجمهور متغيرًا مستقلاً أخر يسمى المعيار المرجعي
تم تعريف المعيار المرجعي في الأصل "حل في المواقف السابقة تم نقله إلى حالة جديدة.
ويعرف أيضا معيار المرجع بأنه «أي معرفة أو نظام حكم شخصي يؤثر على الطريقة التي يتعامل بها الفرد مع حل المشكلات».
يختلف علماء العلاقات العامة حول دور معيار المرجع في النظرية الظرفية.
حيث حدد بعض الباحثين معيار المرجع باعتباره مؤشرا على السلوكيات التواصلية وأثر إيجابيا على العمل التواصلي في حل المشكلات وعلى العكس من ذلك، وجد باحثون آخرون أدلة تجريبية قليلة تتعلق بأثار معيار المرجع على سلوك الاتصال.
ونتيجة لهذا الاختلاف منذ منتصف الثمانينات، أزال العديد من الدراسات اللاحقة هذا المتغير عند استخدام النظرية الظرفية للجمهور.
سلوك الاتصال (المخرجات:
في النظرية الظرفية للجمهور، سلوكيات الاتصال هي نتائج التصورات الظرفية.
يشير سلوك الاتصال إلى حركة الكلمات أو الرموز التي يصنعها الفرد في موقف الحياة.
و في النظرية الظرفية، تشمل سلوكيات الاتصال نوعين: معالجة المعلومات والبحث عن المعلومات.
أولا: معالجة المعلومات:
تعتبر معالجة المعلومات على أنها مقدار الاهتمام الذي يوليه الفرد للرسالة التي صادفها.
«تحدث معالجة المعلومات عندما ينتبه الأفراد لرسالة ويستوعبون بعضها، حتى عندما لا يفعلون ذلك عن قصد».
قد تتضمن معالجة المعلومات عوامل الفردية (على سبيل المثال، الحاجة إلى الإدراك والتحفيز للمعالجة) وعوامل مقيدة (على سبيل المثال فهم الرسالة، الإلمام بالمشكلة، الإلهاء ومصداقية المصدر).
ثانيا:  البحث عن المعلومات:
البحث عن المعلومات هو الشكل الثاني من أشكال سلوك الاتصال.
بينما تعتبر معالجة المعلومات سلوكًا سلبيًا في الاتصال، فأن البحث عن المعلومات يمثل سلوكاً نشطا في الإتصال.
يتم تعريف «البحث عن المعلومات» على أنه «المسح المخطط للبيئة حول الرسائل في موضوع محدد».
على سبيل المثال، يمكن للأفراد الحصول على معلومات من التلفزيون ووسائل التواصل الاجتماعية والاتصالات الشخصية للتواصل بنشاط مع الآخرين.
ينخرط المتواصلون النشطون بشدة في البحث عن المعلومات ومعالجتها في حين أن المتصلين الأقل نشاطًا لديهم سلوكيات معالجة المعلومات فقط.
يمكن للأشخاص الذين يتواصلون بنشاط أن يشكلوا إدراكًا أكثر تنظيماً ويفعلون شيئًا ما بشأن الظرف.
تجزئة الجماهير:
يمكن استخدام النظرية الظرفية بشكل فعال لتجزئة الجمهور حيث يتم تطوير مجموعات مختلفة توجه الرسالة التي تناسب كل جمهور بحيث يتمكن مديري العلاقات العامة قياس المتغيرات الثلاثة للنظرية (المدخلات) من أجل فرز الأشخاص الذين قد يكونون أعضاء في جماهير مؤسستهم وفقًا لنوع سلوكهم  وبعد وضع هؤلاء الأشخاص في أحد الأنواع، سيعرف المدير ما هي إستراتيجية الاتصال الأفضل لكل منهم.
ويصنف الأفراد في  النظرية الظرفية إلى أربعة أنواع:
الجمهور العام،  النشط، المدرك، الكامن .
بناءً على التعرف على المشكلة، ومستوى المشاركة، والاعتراف بالقيود.
من بين هذه الأنواع الأربعة من الجمهور، لا يتم تنظيم «الجمهور العام» فيما يتعلق بهذه القضية لأن هذا النوع من الجمهور غير معني بالمسألة المحددة ولا يجب أن يستهدفهم ممارسي العلاقات العامة.
«الجمهور النشط» لديهم اعتراف مرتفع بالمشكلة ومستويات عالية من المشاركة وانخفاض القيود ويسعى هؤلاء الجمهور بنشاط للحصول على معلومات ومن المرجح أن يشاركوا المعلومات، علاوة على ذلك من المحتمل أن يصبحوا ناشطين بشأنها.
ويلعب الجمهور النشط دورًا مهمًا في المنظمة فمن ناحية يمكنهم الدفاع عن جهود المنظمة مثل الترويج لرسائل العلاقات العامة ومن ناحية أخرى يمكن للجمهور النشط تقييد عمل المنظمة وحتى المشاركة في الاحتجاجات ضدها، ويجب أن يكون الجمهور النشط هو الهدف الرئيسي لممارسي العلاقات العامة الذين يستحقون الاستثمار.
«الجمهور المدرك» لدى الجمهور المدرك مستويات عالية من الاعتراف بالمشكلة والمشاركة والاعتراف بالقيود العالية وقد لا يكون لدى الجمهور المدرك سلوكيات الاتصال بسبب المستويات العالية من القيود .
قد لا يبحث هؤلاء الجمهور بنشاط عن المعلومات ولكن يقومون بمعالجة بعض المعلومات بشكل عشوائي وإذا ادرك هؤلاء الجمهور أن القيود قد تم تقليلها أو إزالتها فقد يصبحون جماهير نشطة.
«الجمهور الكامن» يكون مستوى التعرف على المشكلة مرتفع في حين أن مستوى المشاركة يكون متوسطًا إلى مرتفع .
يتم تحديد الجماهير الكامنة كأهداف لرسائل الحملات من أجل التعرف على سلوكهم حيث قد لا يشارك هؤلاء الجمهور في سلوكيات البحث عن المعلومات ومعالجة السلوكيات.
تجدر الإشارة أن الأنواع الأربعة من الجمهور ليست ثابتة ويمكنهم التحول من نوع إلى أخر .

## الخاتمة
تعطي النظرية الظرفية الخطوط العريضة للأنواع المختلفة من الجماهير، غالبًا ما تتمثل وظيفة متخصصي العلاقات العامة في توصيل رسالة إلى بعض الجماهير، فبعد تقسيم الأشخاص إلى أربعة جماهير، يمكن لمتخصصي العلاقات العامة أن يقرروا كيف يريدون التواصل مع كل جمهور استنادًا على السلوك المتوقع منهم، ستتلقى كل مجموعة الرسائل وتعالجها بشكل مختلف، لذلك يجب استهداف كل مجموعة بطرق مختلفة.